# Django Django
Django Django is een Schotse indieband, gehuisvest in Londen.

## Geschiedenis
De muzikanten David "Dave" Maclean (drummer, producer en leider van de band), Vincent "Vinny" Neff (zanger en gitarist), Jimmy Dixon (bassist) en Tommy Grace (keyboard en synths) ontmoetten elkaar op het Edinburgh College of Art. Ze vormden Django Django in 2009 in Londen. Dave is de broer van John Maclean, lid van de voormalige Schotse psychedelische-folktronicagroep The Beta Band. "Onze naam heeft absoluut niets te maken met Django Reinhardt", schreven ze.

## DebuutalbumDjango Django
Django Django's titelloze debuutalbum kwam uit op 30 januari 2012. Op dit album stonden ook de eerder uitgebrachte hitsingles "Default" en "Waveforms". Het werd genomineerd voor de Mercury Music Prize en stond in de eerste week op nummer 33 in de Britse UK Album Charts. "Default" bereikte in België de eerste plaats in De Afrekening van Studio Brussel. Ook in Nederland was de single populair. Zo stond de single twee weken op de hoogste positie in de Graadmeter van Pinguin Radio.

### Tracks
| 1. "Introduction" – 2:12 | 8. "Love's Dart" – 3.49       |
| 2. "Hail Bop" – 4:03     | 9. "WOR" – 4:49               |
| 3. "Default" – 3:07      | 10. "Storm" – 3:14            |
| 4. "Firewater" – 4:49    | 11. "Life's A Beach" – 3:05   |
| 5. "Waveforms" – 4:26    | 12. "Skies Over Cairo" – 3:32 |
| 6. "Zumm Zumm" – 5:19    | 13. "Silver Rays" – 3.50      |
| 7. "Hand Of Man" – 2:36  |                               |

### Kritiek
Van de Britse krant The Guardian kreeg het album het maximale aantal van 5 punten, nieuwswebsite NME gaf het album een 8 op een maximum van 10. De Metacritic-score was 82/100.

## Discografie

### Singles
| Single met eventuele hitnotering(en) in de Nederlandse Top 40 | Datum van verschijnen | Datum van binnenkomst | Hoogste positie | Aantal weken | Opmerkingen              |
| ------------------------------------------------------------- | --------------------- | --------------------- | --------------- | ------------ | ------------------------ |
| Default                                                       | 2012                  | -                     |                 |              | #71 in de Single Top 100 |

| Single met hitnotering(en) in de Vlaamse Ultratop 50 | Datum van verschijnen | Datum van binnenkomst | Hoogste positie | Aantal weken | Opmerkingen |
| ---------------------------------------------------- | --------------------- | --------------------- | --------------- | ------------ | ----------- |
| Default                                              | 2012                  | 26-05-2012            | 22              | 8            |             |
| Storm                                                | 2012                  | 11-08-2012            | tip55           |              |             |
| Hail bop                                             | 2012                  | 24-11-2012            | tip84           |              |             |
| First light                                          | 2015                  | 24-01-2015            | tip52           |              |             |
| Reflections                                          | 2015                  | 04-04-2015            | tip85           |              |             |

### Albums
| Album met eventuele hitnotering(en) in de Nederlandse Album Top 100 | Datum van verschijnen | Datum van binnenkomst | Hoogste positie | Aantal weken | Opmerkingen |
| ------------------------------------------------------------------- | --------------------- | --------------------- | --------------- | ------------ | ----------- |
| Django Django                                                       | 2012                  | 24-03-2012            | 43              | 2            |             |
| Born under Saturn                                                   | 2015                  | 09-05-2015            | 60              | 2            |             |

| Album met hitnotering(en) in de Vlaamse Ultratop 200 albums | Datum van verschijnen | Datum van binnenkomst | Hoogste positie | Aantal weken | Opmerkingen |
| ----------------------------------------------------------- | --------------------- | --------------------- | --------------- | ------------ | ----------- |
| Django Django                                               | 2012                  | 05-05-2012            | 26              | 30           |             |
| Born under Saturn                                           | 2015                  | 09-05-2015            | 55              | 10           |             |